# Ehrenbreitstein

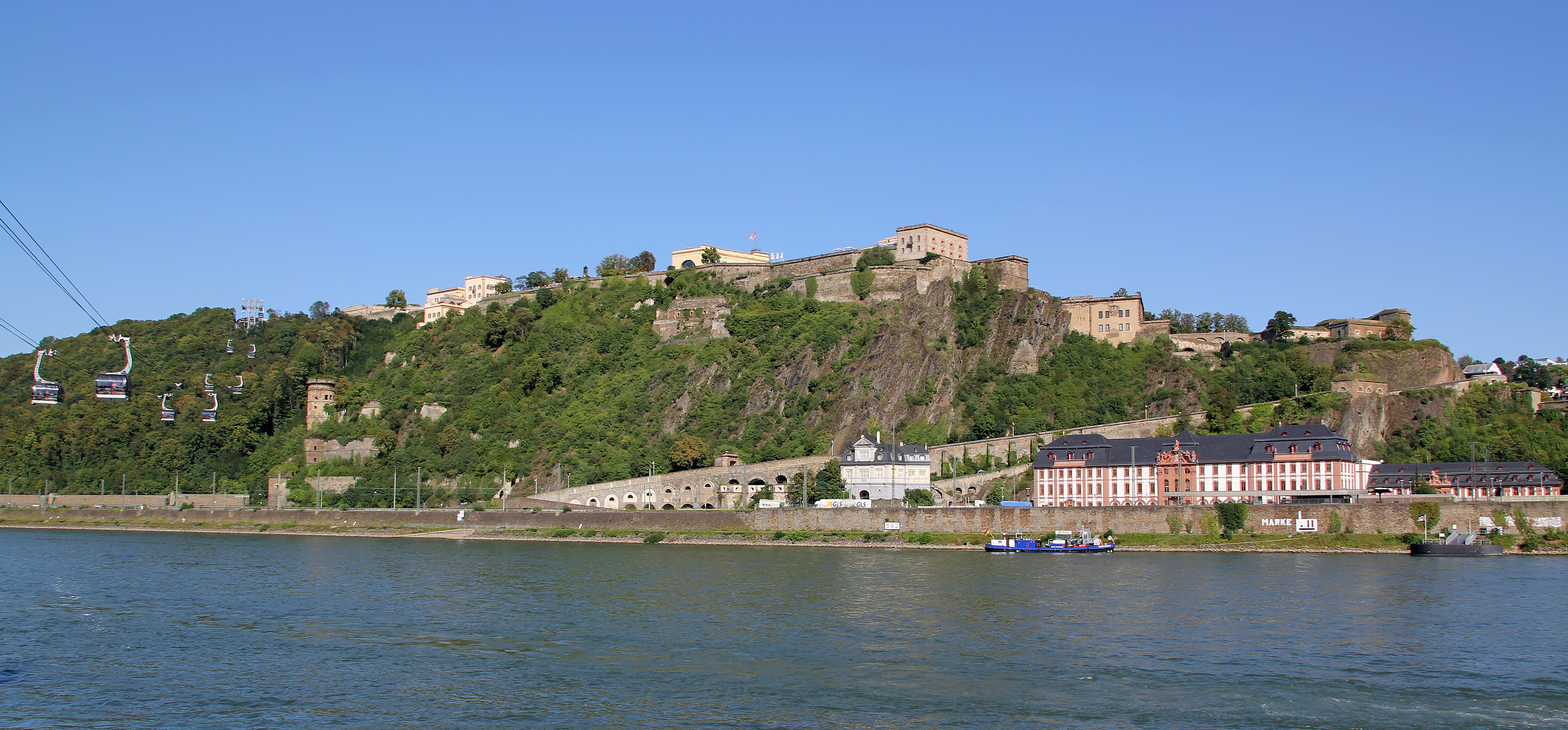
Fästningen Ehrenbreitstein

Ehrenbreitstein är en fästning på högra stranden av Rhen, mitt emot Moselmynningen och staden Koblenz.
Fästningen, "Rhens Gibraltar", ligger på en hög, mot väster, söder och sydöst tvärbrant klippa 118 m över floden. Huvudfästet är kasematterat i flera våningar, och mot söder, norr och nordöst är starka verk uppförda; söder om Ehrenbreitstein, på Pfaffendorferhöjden, ligger Fort Asterstein. 

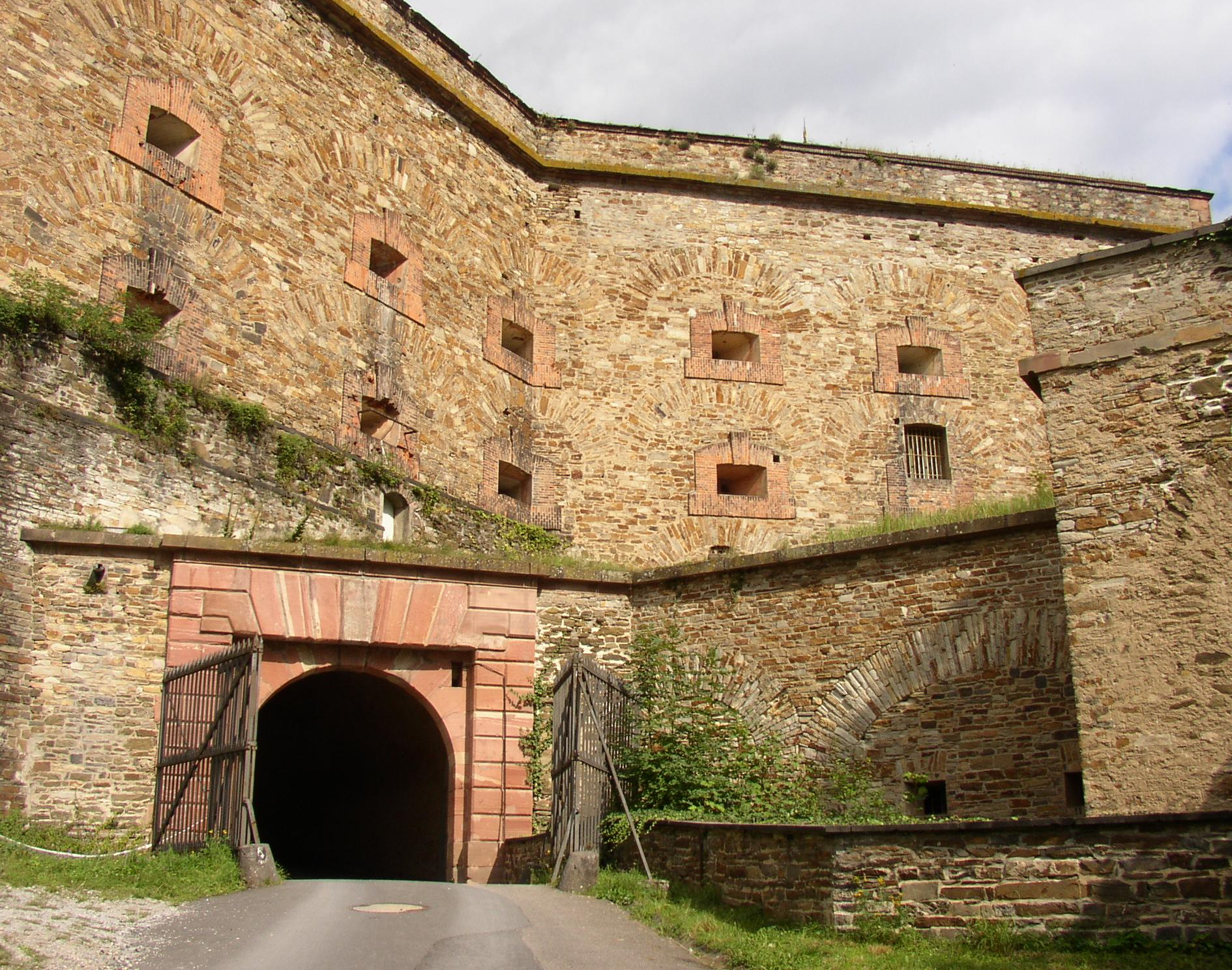
Grind

Fästningen fick sitt namn efter en adlig släkt Ehrembert, som under medeltiden byggde en borg där Ehrenbreitstein nu ligger. Borgen kom därefter under ärkestiftet Trier och blev från 1153 starkt befäst, men fick först
1672 regelbunden befästning, som 1688 utan framgång besköts av fransmännen, men 1799 betvingades av dem genom hunger, varefter befästningarna raserades. 1803 lämnades Ehrenbreitstein till fursten av Nassau-Weilburg, men avträddes av denne 1815 till Preussen. 1816-1826 nybyggdes fästningen av general Aster samt har under senare tid ytterligare förstärkts och var under det tidiga 1900-talet med fort Asterstein och Koblenzverken en av Tysklands starkaste.